# Nemoria elbae
Nemoria elbae är en fjärilsart som beskrevs av Linda M. Pitkin 1993. Nemoria elbae ingår i släktet Nemoria och familjen mätare. Inga underarter finns listade i Catalogue of Life.